# Municipio de Spurr
El municipio de Spurr (en inglés: Spurr Township) es un municipio ubicado en el condado de Baraga en el estado estadounidense de Míchigan. En el año 2010 tenía una población de 276 habitantes y una densidad poblacional de 0,67 personas por km².

## Geografía
El municipio de Spurr se encuentra ubicado en las coordenadas 46°28′54″N 88°14′36″O / 46.48167, -88.24333. Según la Oficina del Censo de los Estados Unidos, el municipio tiene una superficie total de 411.9 km², de la cual 390,65 km² corresponden a tierra firme y (5,16 %) 21,26 km² es agua.

## Demografía
Según el censo de 2010, había 276 personas residiendo en el municipio de Spurr. La densidad de población era de 0,67 hab./km². De los 276 habitantes, el municipio de Spurr estaba compuesto por el 90,94 % blancos, el 0,36 % eran afroamericanos, el 0,72 % eran amerindios, el 0,72 % eran asiáticos, el 1,09 % eran de otras razas y el 6,16 % eran de una mezcla de razas. Del total de la población el 1,09 % eran hispanos o latinos de cualquier raza.